# Băilești
Băilești este un municipiu în județul Dolj, Oltenia, România, format din localitățile componente Balasan și Băilești (reședința). În anul 2011 avea un număr de 17.437 de locuitori.

## Geografie
Se află în jumătatea sudică a județului Dolj, la 57 km sud-vest de Craiova și 32 km nord-est de Calafat, la o depărtare de 18 km de Dunăre în direcția sud-est prin Rast.

## Istorie

Gara Bailești de pe linia Craiova-Calafat în anul 1903

Situată în una din cele mai mănoase părți ale țării, zona în care a apărut Băileștiul pe arena istoriei a fost locuită permanent încă din cele mai vechi timpuri, principala ocupație a primilor locuitori constituind-o, încă din epoca pietrei, agricultura. 
Primele descoperiri arheologice care dovedesc locuirea vetrei orașului datează din perioada anilor 680-1025.
Ca nume de localitate, Băilești, provine de la numele "Băilă", un neam fruntaș de oieri. Băilă împreună cu ai săi au făcut popas de iernare, ani la rând, în această zonă și astfel a apărut satul Băilești.
Prima atestare documentară din 4 ianuarie 1536, din timpul domniei lui Radu Paisie, amintește că Băileștiul exista încă din vremea domnitorului Mircea cel Bătrân (1386-1418).
Fiind o localitate destul de cunoscută prin târgurile săptămânale sau bâlciurile anuale, prin numărul mare de locuitori pentru acea perioadă, Băileștiul se găsește în documente cartografice ale vremii, cum ar fi harta realizată în anul 1718 de Anton Maria del Chiaro după Harta Țării Românești întocmită de stolnicul Constantin Cantacuzino în anul 1700, ori prima hartă geografică a Olteniei întocmită în anul 1722 de căpitanul austriac Friedrich Schwantz.
La 14 (26) septembrie 1828, la Băilești, are loc o importantă luptă între turci (26.000 de ostași și 30 de tunuri) care ocupaseră satul, și trupele rusești, conduse de generalul Friedrich Caspar von Geismar (4.500 de ostași și 14 tunuri), alături de care luptă și un detașament de 1200 panduri, în urma bătăliei, turcii au fost izgoniți. În lupte a participat și Constantin Ghika, fratele domnitorului, caimacamul Valahiei Mici, alături de un detașament de călăreți-arnăuți. Pentru faptele sale de vitejie din timpul întregului război ruso-turc, căpitanul de panduri Gheorghe Magheru a fost decorat de către țarul Rusiei cu ordinul Sf. Ana în gradul de cavaler. 
La început vatra satului era în punctul "Țurțani" în "Valea lui Trăilă".
Începând cu finele anului 1828 vatra este mutată în actualul loc, unde proprietarul moșiei, prințul Gheorghe Știrbei, a trasat personal străzile paralele cu intersecții perpendiculare largi încât să "se poată întoarce carul lung dintr-una", spunând că odată, peste ani, Băilești va deveni un oraș frumos.
În noul sat, pe actuala vatră, s-a creat "Slobozia Băilești" unde cei nou veniți să se așeze aici au primit 800 stânjeni pătrați loc de casă și scutire de anumite obligații pe trei ani. În acest cadru au venit un număr mare de locuitori din satele vecine, care și azi poartă numele satului de unde au venit (Urziceanu, Moțățăianu, Bistriceanu, Săceanu, Corlățeanu, Cioroianu, Negoianu, Coveianu, Săpăceanu, Măceșeanu, Galiceanu, Poienaru, Tunaru, Ghidiceanu, Vârtopeanu, etc) precum și un însemnat număr de transilvăneni ([Ungureanu, Ardeleanu, Munteanu, Pădureanu, etc), dar și mai ales bulgari de naționalitate română din sudul Dunării (Gabroveanu), români ce se reîntorceau acasă, care trecuseră Dunărea la turci din cauza vieții grele de acasă, precum și bulgari neaoși, care au venit cu rudele la prietenii lor români. Bulgarii neaoși, de altfel puțini la număr cei care s-au fixat în Băilești, în majoritate s-au retras în Bulgaria atunci când scutirile și "sloboziile" au fost desființate de către "Regulamentul organic", astfel că în Băilești, au fost și sunt prea puține influențe și urme bulgare, care au aparținut mai mult bulgarilor care lucrau sezonier pe aici. În anul 1829, Băileștiul avea 99 de familii, în anul 1831 avea 507 de familii, între care 286 străini și în majoritate români și foarte puțini bulgari, iar în anul 1838 avea 590 de familii din care rămăseseră numai 169 de familii de străini, aceștia plecând în urma desființării privilegiilor.
În urma războiului româno-ruso-turc din anul 1877, care a dus la cucerirea independenței de stat a României, Băileștiul, prin poziția sa, a jucat un rol strategic deosebit de important iar băileștenii au contribuit din plin la întreținerea unităților militare care staționau aici în rezervă sau erau în mișcare. De asemenea, mulți băileșteni, printre care Ion Vătafu, Potopineanu Stan, Stancurel Stan și Mitrică Stancu, s-au distins pe câmpul de luptă, parte din ei căzând în luptă.
Furtunosul an 1907, care constituie apogeul luptei țăranilor români pentru drepturi sociale, a însemnat o cumplită încercare pentru Băilești. În Oltenia, principalul focar al răscoalei a fost în județul Dolj. La Băilești, armata a tras cu tunurile în baricadele ridicate de țărani. Aici răsculații au ținut piept 5 zile forțelor de represiune, iar reprimarea răscoalei a fost cruntă: 42 morți, peste 100 răniți, peste 300 arestați, iar satul Băilești a fost bombardat de tunurile armatei generalului regal Bengescu.
Ca o recunoaștere oficială a stadiului de dezvoltare economică și socială, în urma unui decret regal, la 3 mai 1921 s-a serbat cu deosebit fast transformarea comunei rurale Băilești (în acea perioadă era cea mai mare comună rurală din țară) în comună urbană. Previziunea proprietarului moșiei Băilești din anul 1831, că acest sat va deveni oraș, se îndeplinise.
În Primul Război Mondial s-au jertfit pe câmpul de luptă pentru reîntregirea neamului 156 băileșteni, soldați, gradați și ofițeri a căror memorie este cinstită și eternizată prin Monumentul Eroilor Băileșteni, realizat de sculptorul Iordănescu și inaugurat la 24 octombrie 1924.
Asemeni tuturor românilor, și în Al Doilea Război Mondial, băileștenii au fost prezenți pe câmpul de luptă pentru eliberarea patriei și victoria definitivă asupra fascismului, unde au rămas 108 din cei mai viteji fii ai orașului.
În data de 4 iulie 2001 Băileștiul este declarat municipiu.

## Demografie
Componența etnică a municipiului Băilești
     Români (72,07%)
     Romi (11,9%)
     Alte etnii (0,54%)
     Necunoscută (15,49%)
Componența confesională a municipiului Băilești
     Ortodocși (82,52%)
     Penticostali (1,07%)
     Alte religii (0,74%)
     Necunoscută (15,68%)
Conform recensământului efectuat în 2021, populația municipiului Băilești se ridică la 15.928 de locuitori, în scădere față de recensământul anterior din 2011, când fuseseră înregistrați 17.437 de locuitori. Majoritatea locuitorilor sunt români (72,07%), cu o minoritate de romi (11,9%), iar pentru 15,49% nu se cunoaște apartenența etnică. Din punct de vedere confesional, majoritatea locuitorilor sunt ortodocși (82,52%), cu o minoritate de penticostali (1,07%), iar pentru 15,68% nu se cunoaște apartenența confesională.

### Evoluție istorică
În anul 1828, când se afla pe vechea vatră, "La Țurțani" populația număra 99 de familii, iar la stabilirea pe actuala vatră, în 1831 se ajungea la 507 familii.
De la stabilirea Băileștiului pe actuala vatră, satul se dezvoltă neîntrerupt, până în contemporaneitate polarizând întreaga activitate economică, socială, culturală și politico-administrativă a zonei în care este așezat, fapt reliefat și de creșterea permanentă a numărului de locuitori.
Astfel, în anul 1848, Băileștiul avea 652 familii (aproximativ 2600 locuitori). În timpul domniei lui Alexandru Ioan Cuza, după unirea Moldovei cu Țara Românească, familiile de băileșteni au primit pământ. În anul 1898 avea 6507 locuitori (61 străini de diferite nații: austrieci, transilvăneni, bulgari și sârbi).
Cea mai mare creștere o are populația Băileștiului începând cu trecerea în sec. XX, perioadă în care se observă că la tot numărul mare al locuitorilor, pe lângă alte naționalități, elementul sud-dunărean (sârbi și bulgari) scade până dispare defintiv. În anul 1905, din 8 838 locuitori 18 aparțineau altor națiuni, iar în anul 1930 din cei 13.169 locuitori, 13 030 erau români, 19 unguri (români din Ardeal), 32 germani, 2 ruși, 5 sârbi și 21 bulgari.
La recensământul din 1941 se observă dispariția definitivă a elementului sud-dunărean din rândul băileștenilor, dovadă că cei care fuseseră anterior plecaseră, ori cei care au rămas s-au contopit cu localnicii. Atunci, în 1941, din 13 825 locuitori, 13 794 erau români, 3 unguri, 18 germani și alte 11 naționalități.
În anul 1960 în Băilești erau 16 406 locuitori, în anul 1972 erau 19 456 iar ca urmare a dezvoltării, mai ales a apariției obiectivelor industriale, în anul 1987 Băileștiul depășea cifra de 20 000 de locuitori. La recensământul din anul 1992 existau 22 344 locuitori dintre care 11 042 bărbați și 11 302 femei. Aici, pe lângă români mai trăiesc 5 maghiari, 7 germani, 814 țigani, și un singur sârb.
|  | Graficele sunt indisponibile din cauza unor probleme tehnice. Mai multe informații se găsesc la Phabricator și la wiki-ul MediaWiki. |

Date: Recensăminte sau birourile de statistică - grafică realizată de Wikipedia

## Politică și administrație
Municipiul Băilești este administrat de un primar și un consiliu local compus din 17 consilieri. Primarul, Irinel-Codruț Mușuroi[*], de la Partidul Social Democrat, este în funcție din 1 noiembrie 2024. Începând cu alegerile locale din 2024, consiliul local are următoarea componență pe partide politice:
|  | Partid                          | Consilieri | Componența Consiliului | Componența Consiliului | Componența Consiliului | Componența Consiliului | Componența Consiliului | Componența Consiliului | Componența Consiliului | Componența Consiliului | Componența Consiliului | Componența Consiliului |
|  | ------------------------------- | ---------- | ---------------------- | ---------------------- | ---------------------- | ---------------------- | ---------------------- | ---------------------- | ---------------------- | ---------------------- | ---------------------- | ---------------------- |
|  | Partidul Social Democrat        | 10         |                        |                        |                        |                        |                        |                        |                        |                        |                        |                        |
|  | Partidul Național Liberal       | 5          |                        |                        |                        |                        |                        |                        |                        |                        |                        |                        |
|  | Alianța pentru Unirea Românilor | 2          |                        |                        |                        |                        |                        |                        |                        |                        |                        |                        |

## Personalități

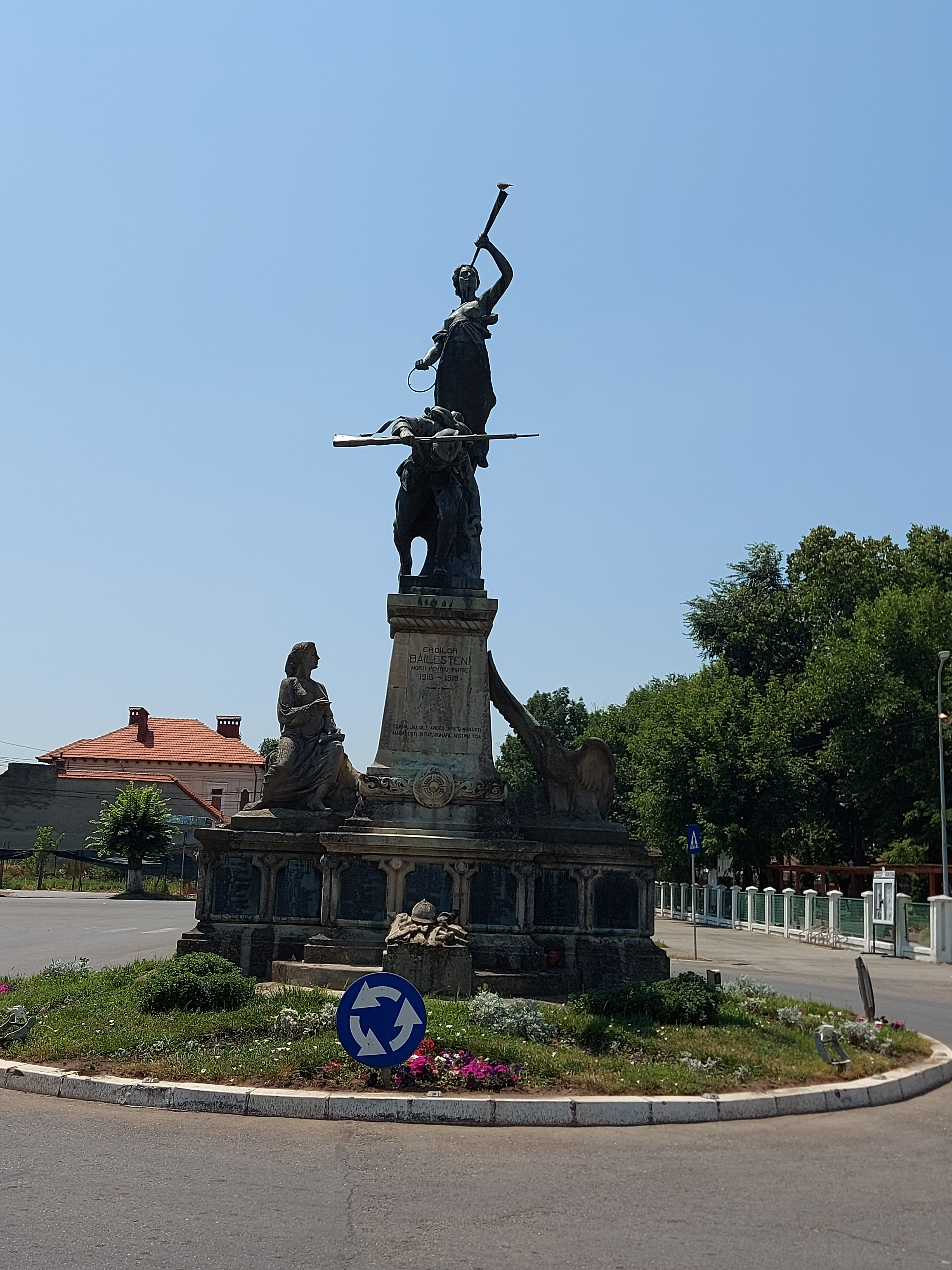
Monumentul Eroilor Băileșteni Morți Pentru Patrie 1916-1919

- Ciobanul Băilă, întemeietorul orașului
- Prințul Știrbei, proprietarul moșiei băileștene, cel care a trasat străzile și a structurat viitoarea localitate urbană
- Iancu Ghenescu(1895-1979), general
- Ion Mitilineu, a fost un politician și ministru de externe român
- Petre Ivanovici (1898 - 1936), aviator;
- Amza Pellea (1931 - 1983), actor;
- Ion Cioabă, conducător al romilor (1935-1997)
- Dumitru Furdui, actor (1936-1998)
- Jean Pădureanu, manager sportiv (1936-2016)
- Paul Mitroi, magistrat, opozant al regimului comunist (n. 1937)
- Petre Anghel,  (1944 - 2015), scriitor, profesor universitar
- Titus Filipaș (1944 - ), scriitor (cărți: Călătorind prin univers; De la mitul astral la astrofizica; povestiri SF în revista Colecția „Povestiri științifico-fantastice” 421)
- Marcel Iureș, actor (n. 1951)
- Florin Țonea, pictor (1953-2008)
- Ileana Victoria Dragomirescu, pictoriță (n. 1957)
- Dumitru Gheorghe, sportiv (n. 1977)
- Adriana Nechita (n. 1983), sportivă;
- Georgiana Ciuciulete, sportivă (n. 1987);
- Valerică Găman (n. 1989), fotbalist;
- Augustin Botescu, antrenor la fotbal;
- Ștefan Bană (n. 2004), fotbalist.

## Transport
- Gara Băilești